# موغلان
موغلان هي مدينة ومركز مقاطعة كسبي في ولاية قشقداريا في أوزبكستان.